# Pachycephala orioloides
Pachycephala orioloides là một loài chim trong họ Pachycephalidae.